# Bis(trimethylsilyl)amidy

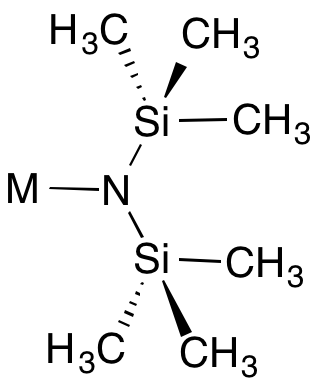
Bis(trimethylsilyl)amidový ligand navázaný na kov M

Bis(trimethylsilyl)amidy jsou komplexy tvořené kationty kovů a bis(trimethylsilyl)amidovými anionty jako ligandy, patřící mezi amidy kovů.
V důsledku přítomnosti objemných uhlovodíkových skupin jsou tyto komplexy lipofilní a tím i rozpustné v nepolárních organických rozpouštědlech.; tím se liší od halogenidů kovů, které se rozpouští pouze v reaktivních rozpouštědlech. Molekuly těchto stericky zatížených sloučenin se mohou vyskytovat jako monomery, dimery, nebo tetramery. Protože obsahují zásadité skupiny, tak reagují i se slabě protickými molekulami. První výzkumy této skupiny ligandů provedli H. Bürger a U. Wannagat.
Ve vzorcích komplexů se bis(trimethylsilyl)amidy označují hmds, (například M(N(SiMe3)2)3 = M(hmds)3) čímž se odkazuje na hexamethyldisilazan ze kterého se připravují.

## Příprava
Mimo komplexy prvků 1. a 2. skupiny se příslušné bis(trimethylsilyl)amidy připravují reakcemi bezvodých chloridů kovů (často vysoušených pomocí thionylchloridu) s bis(trimethylsilyl)amidy alkalických kovů; reakce tedy patří mezi podvojné záměny:
MCln + n Na(hmds) → M(hmds)n + n NaCl
Chlorid alkalického kovu vznikající jako vedlejší produkt se zpravidla vysráží, a může tak být oddělen filtrací. Zbývající bis(trimethylsilyl)amid se poté přečišťuje destilací nebo sublimací.

Model molekuly Fe[N(SiMe_{3})_{2}]_{2}; bilá = H, šedá = Fe, modrá = N, modrozelená = Si.

## Komplexy kovů 1.skupiny
Lithný, sodný a draselný bis(trimethylsilyl)amid lze zakoupit. Mimo rozpouštědlo vytváří lithný a sodný komplex trimery a draselný dimer.
Lithný komplex lze připravit reakcí n-butyllithia a bis(trimethylsilyl)aminu:
nBuLi + HN(SiMe3)2 → Li(hmds) + butan
Popsána byla také reakce tavenin kovů s bis(trimethylsilyl)aminem:
M + HN(SiMe3)2 → MN(SiMe3)2 + 1/2 H2
Silylamidy alkalických kovů jsou rozpustné v mnoha organických rozpouštědlech, kde vytvářejí shluky, a používají se v organické chemii jako silné nenukleofilní zásady, také se z nich připravují další syntézy nebo bis(trimethylsilyl)amidy.

## Komplexy kovů 2. skupiny
Vápenatý a barnatý komplex lze získat reakcí jodidu vápenatého nebo chloridu barnatého s bis(trimethylsilyl)amidem draselným nebo sodným; taková příprava ale často vede k produktům s příměsí draslíku. Vylepšená příprava, bez příměsí draslíku, se provádí reakcí benzyldraslíku s jodidem vápenatým, a následně s bis(trimethylsilyl)aminem:
2 BnK + CaI2 + THF → Bn2Ca(thf) + KI
Bn2Ca(thf) + 2 HN(SiMe3)2 → Ca(hmds)2 + 2 C6H5CH3 + THF
Hořečnaté silylamidy je možné vytvořit s využitím dibutylhořčíku, dostupného jako směs n-butyl- a s-butyl-izomeru. Dibutylhořčík deprotonuje amin za vzniku bis(trimethylsilyl)amidu hořečnatého.
Bu2Mg + 2 HN(SiMe3)2 → Mg(hmds)2 + 2 C4H10
Oproti komplexům alkalických kovů není skupina N-H u bis(trimethylsilyl)aminu dostatečně kyselá, aby reagovala s kovy 2. skupiny, ale příslušné komplexy se dají připravit z bis(trimethylsilyl)amidu cínatého a příslušného kovu:
M + 2 HN(SiMe3)2 → M(hmds)2 + H2 (M = Mg, Ca, Sr, Ba)
M + Sn(hmds)2 → M(hmds)2 + Sn
Tyto reakce se vyznačují dlouhým trváním a za přítomnosti koordinujících rozpouštědel jako je dimethoxyethan se tvoří adukty; k získání čistých komplexů je tak třeba použít nekoordinující rozpouštědlo, například benzen nebo toluen.

## Bis(trimethylsilyl)amidy p-kovů
Bis(trimethylsilyl)amid cínatý se připravuje z chloridu cínatého a lze jej zakoupit. Slouží k přípravě dalších bis(trimethylsilylamidů) prostřednictvím transmetalací. Bis(trimethylsilyl)amidy prvků 13. skupiny a bismutité bis(trimethylsilyl)amidy se připravují podobně; hlinitý komplex lze získat i reakcí hydridu lithno-hlinitého s příslušným aminem:
LiAlH4 + 4 HN(SiMe3)2 → Li(hmds) + Al(hmds)3 + 4 H2
Na přípravu tetranitridu tetrasíry lze použít bis(trimethylsilyl)amid [(Me3Si)2N]2S jako prekurzor obsahující předem vytvořené vazby S–N. [(Me3Si)2N]2S se vytváří reakcí bis(trimethylsilyl)amidu lithného a chloridu sirnatého (SCl2).
2 [(CH3)3Si]2NLi + SCl2 → [((CH3)3Si)2N]2S + 2 LiCl
Bis(trimethylsilyl)amid [((CH3)3Si)2N]2S reaguje se směsí SCl2 a sulfurylchloridu (SO2Cl2) za vzniku S4N4, trimethylsilylchloridu, a oxidu siřičitého:
2[((CH3)3Si)2N]2S + 2 SCl2 + 2 SO2Cl2 → S4N4 + 8 (CH3)3SiCl + 2 SO2
Tetranitrid tetraselenu, Se4N4, je možné vytvořit z chloridu seleničitého a [((CH3)3Si)2N]2Se. Bis(trimethylsilyl)amid používaný při této reakci se získává z chloridu seleničitého (SeCl4), dichloridu diselenu (Se2Cl2) a bis(trimethylsilyl)amidu lithného.

## Komplexy d-prvků

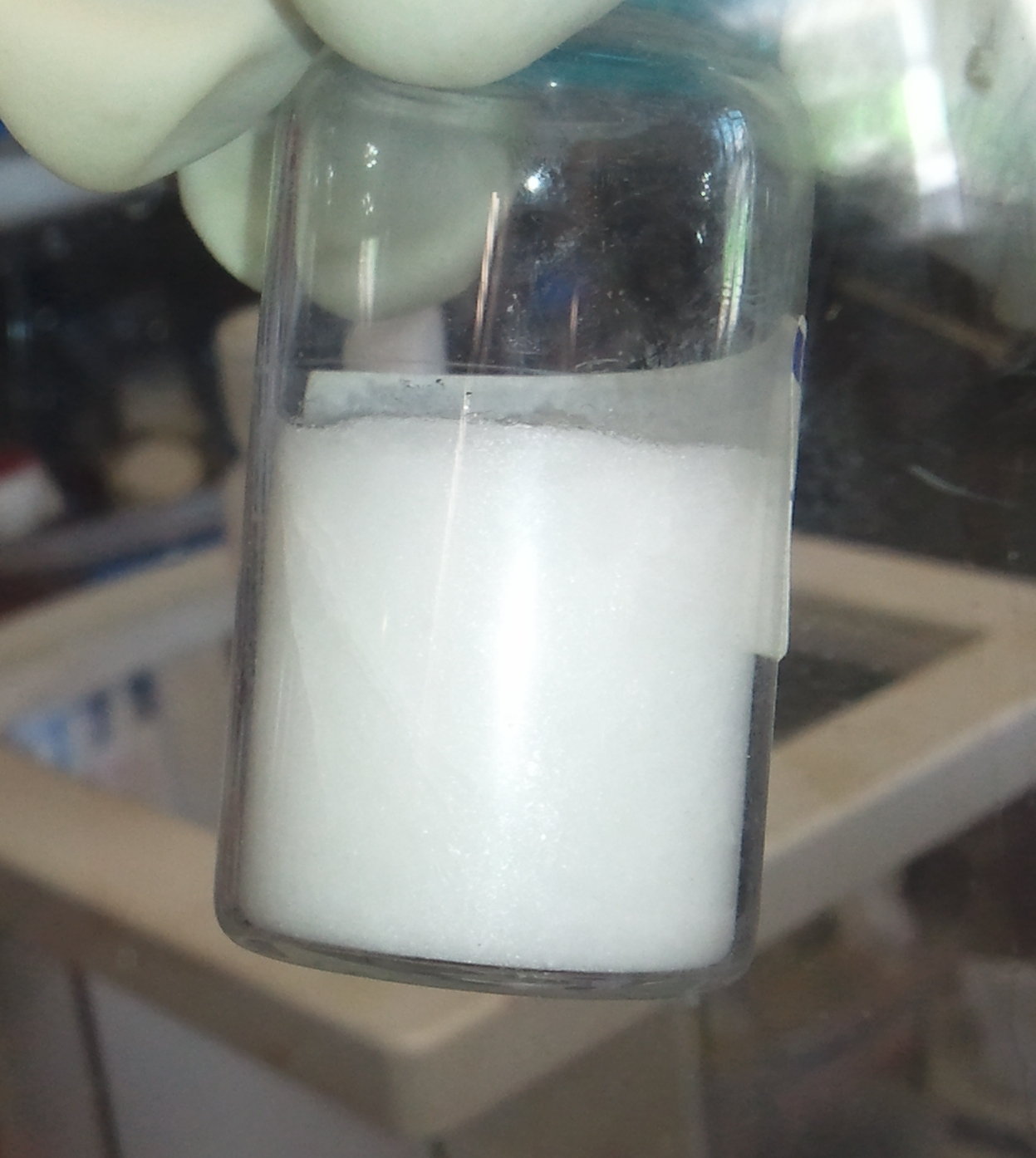
Pevný bis(trimethylsilyl)amid zinečnatý; tající při 12,5 °C

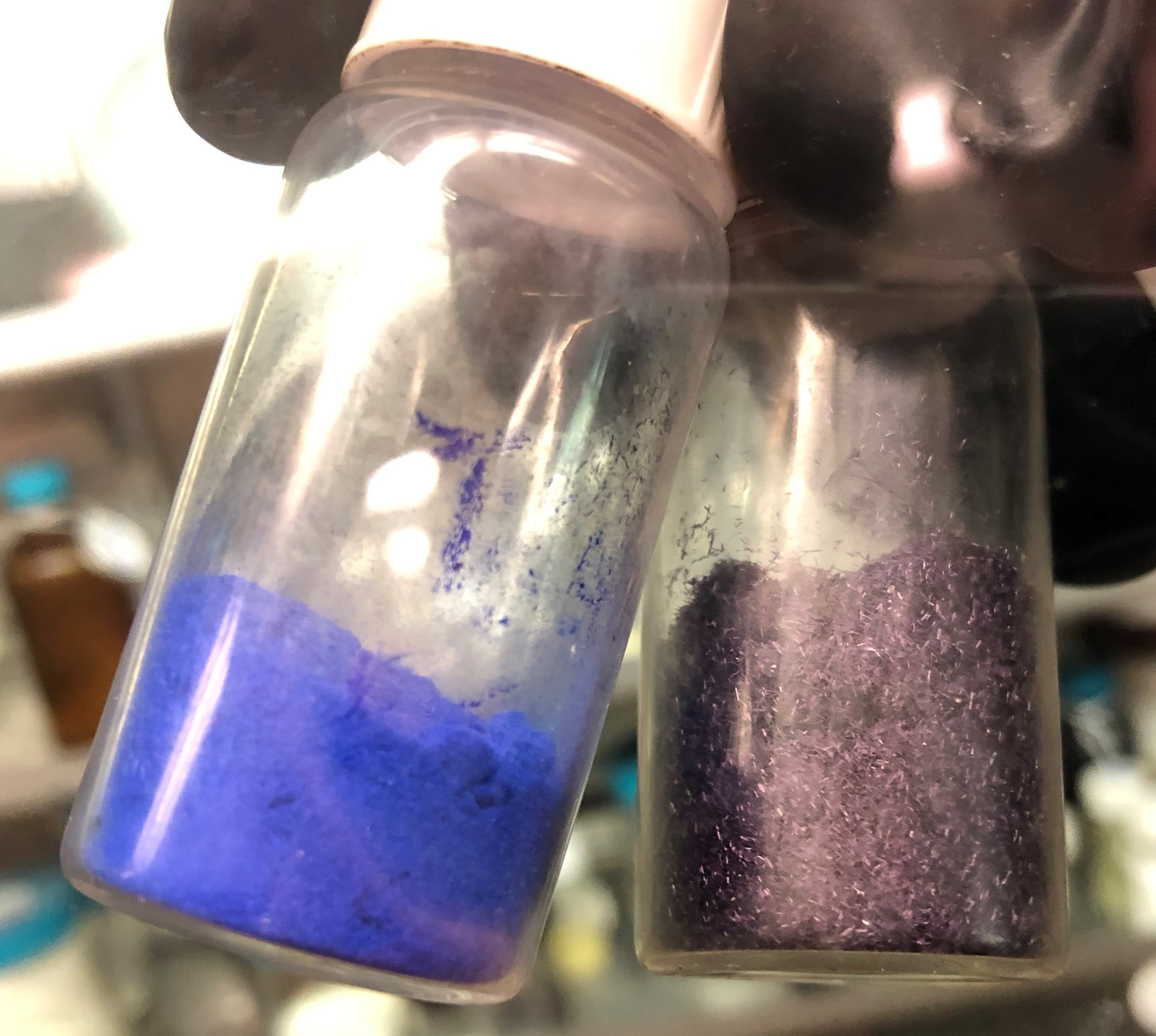
Tris{bis(trimethylsilyl)amid titanitý (vlevo) a vanaditý (vpravo)

Bis(trimethylsilyl)amidy se mohou připravovat reakcemi halogenidů (obvykle chloridů) kovů a bis(trimethylsilyl)amidů alkalických kovů. Existuje několik výjimek, například Ti{N(SiMe3)2}3 a V{N(SiMe3)2}3 se získávají z rozpustných prekurzorů, TiCl3(NMe3)2 a VCl3(NMe3)2. Teploty tání a varu komplexů se v celé sérii snižují, přičemž kovy 12. skupiny jsou dostatečně těkavé, aby umožnily čištění destilací.
Také jsou známy železnaté i železité bis(trimethylsilyl)amidy. Fe[N(SiMe3)2]3 se získává z chloridu železitého a bis(trimethylsilyl)amidu lithného a jde o vysokospinový paramagnetický komplex s 5 nepárovými elektrony.
FeCl3 + 3LiN(SiMe3)2 → Fe[N(SiMe3)2]3 + 3LiCl
Odpovídající železnatou sloučeninu, Fe[N(SiMe3)2]2, je možné vytvořit obdobným způsobem z chloridu železnatého:
FeCl2 + 2LiN(SiMe3)2 → Fe[N(SiMe3)2]2 + 2LiCl

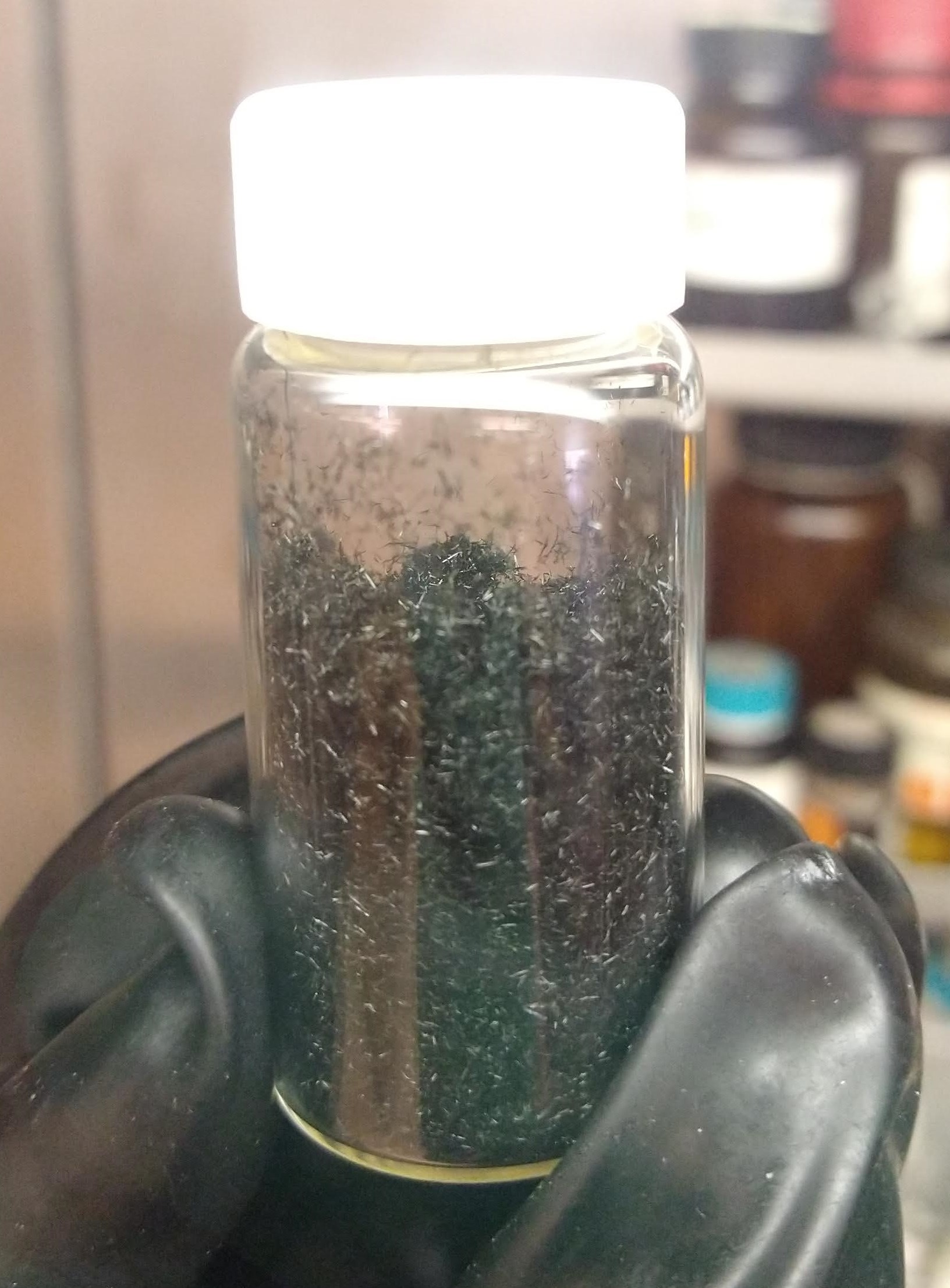
Bis(trimethylsilyl)amid železitý}

Tmavě zelený komplex Fe[N(SiMe3)2]2 vytváří dvě různé formy. V plynném skupenství jde o monomer a železnatá centra mají symetrii S4. V pevné podobě vytváří dimer s trigonálně rovinnými kovovými centry a můstkovými amidovými skupinami. Nízké koordinační číslo komplexu je způsobeno převážně sterickými efekty bis(trimethylsilyl)amidové skupiny, komplex ale na sebe také navazuje tetrahydrofuran (THF) za vzniku aduktu, {(THF)Fe[N(SiMe3)2]2}. Podobné vlastnosti mají Mn(hmds)2 a Co(hmds)2, v plynném skupenství monomerní a v krystalické podobě dimerní. Obzvláště náchylné k oligomerizaci jsou komplexy prvků 11. skupiny, které se v pevném skupenství vyskytují jako tetramery. Bis(trimethylsilyl)amidy kovů 12. skupiny vykazují Lewisovskou kyselost.
| Sloučenina           | Vzhled                    | teplota tání (°C)   | teplota varu (°C)      | spin                | poznámky                                   |
| Komplexy 3. skupiny  | Komplexy 3. skupiny       | Komplexy 3. skupiny | Komplexy 3. skupiny    | Komplexy 3. skupiny | Komplexy 3. skupiny                        |
| -------------------- | ------------------------- | ------------------- | ---------------------- | ------------------- | ------------------------------------------ |
| Sc(hmds)3            | Bezbarvá pevná látka      | 172-174             |                        | S = 0               |                                            |
| Y(hmds)3             | Bílá pevná látka          | 180-184             | 105 °C/10 mmHg (subl.) | S = 0               | Komerčně dostupný                          |
| Komplexy 4. skupiny  |                           |                     |                        |                     |                                            |
| Ti(hmds)3            | Modrá pevná látka         |                     |                        | S = 1/2             | Připravuje se z TiCl3(N(CH3)3)2            |
| Komplexy 5. skupiny  |                           |                     |                        |                     |                                            |
| V(hmds)3             | Tmavě fialová pevná látka | 174-176             |                        | S = 1               | Připravuje se z VCl3(N(CH3)3)2             |
| Komplexy 6. skupiny  |                           |                     |                        |                     |                                            |
| Cr(hmds)3            | Zelená pevná látka        | 120                 | 110 / 0,5 mmHg (subl.) | S = 3/2             |                                            |
| Komplexy 7. skupiny  |                           |                     |                        |                     |                                            |
| Mn(hmds)2            |                           |                     | 100 / 0,2 mmHg         | S = 5/2             |                                            |
| Mn(hmds)3            | Fialová pevná látka       | 108-110             |                        | S = 2               |                                            |
| Komplexy 8. skupiny  |                           |                     |                        |                     |                                            |
| Fe(hmds)2            | Světle zelená pevná látka |                     | 90-100 / 0,01 mmHg     |                     |                                            |
| Fe(hmds)3            | tmavě zelená pevná látka  |                     | 120 / 0,5 mmHg (subl.) | S = 5/2             |                                            |
| Komplexy 9. skupiny  |                           |                     |                        |                     |                                            |
| Co(hmds)             | Černá pevná látka         |                     |                        |                     | V pevné podobě tetramerní                  |
| Co(hmds)2            | zelená pevná látka        | 73                  | 101 / 0,6 mmHg         |                     |                                            |
| Co(hmds)3            | tmavě zelená pevná látka  | 86-88               |                        | S = 2               |                                            |
| Komplexy 10. skupiny |                           |                     |                        |                     |                                            |
| Ni(hmds)             | Černá pevná látka         | >250                |                        |                     | V pevné podobě tetramerní                  |
| Ni(hmds)2            | Červená kapalina          |                     | 80 / 0,2 mmHg          |                     |                                            |
| Komplexy 11. skupiny |                           |                     |                        |                     |                                            |
| Cu(hmds)             | Bezbarvá pevná látka      |                     | 180 / 0,2 mmHg (subl.) | S = 0               |                                            |
| Ag(hmds)             | Bezbarvá pevná látka      |                     |                        | S = 0               | nerozpustný v uhlovodících a diethyletheru |
| Au(hmds)             | Bezbarvá pevná látka      |                     |                        | S = 0               |                                            |
| Komplexy 12. skupiny |                           |                     |                        |                     |                                            |
| Zn(hmds)2            | Bezbarvá kapalina         | 12,5                | 82 / 0,5 mmHg          | S = 0               | komerčně dostupný                          |
| Cd(hmds)2            | Bezbarvá kapalina         | 8                   | 93 / 0,5 mmHg          | S = 0               |                                            |
| Hg(hmds)2            | Bezbarvá kapalina         | 11                  | 78 / 0,15 mmHg         | S = 0               |                                            |

## Komplexy f-kovů
Na přípravu bis(trimethylsilyl)amidů je možné použít i trifluormethansulfonáty lanthanoidů:
Ln(OTf)3 + 3 M(hmds) → Ln(hmds)3 + 3 MOTf (M = Li, Na, K; Ln = La, Nd, Sm, Er)
Bis(trimethylsilyl)amidy se ale častěji připravují z příslušných bezvodých chloridů, které jsou levnější. Reakce probíhají v prostředí THF a reaktanty jsou refluxovány. Produkty se od LiCl oddělují nahrazením původního rozpouštědla toluenem, ve kterém se Ln(hmds)3, na rozdíl od LiCl, rozpouští.
Ln(Cl)3 + 3 HMDS + 3 nBuLi → Ln(hmds)3 + 3 LiCl + 3 butan (Ln = La, Ce, Pr, Nd, Sm, Eu, Gd, Ho, Yb, nebo Lu)
Silylamidy jsou významnou součástí chemie lanthanoidů, protože jejich chloridy se v běžných rozpouštědlech nerozpouští nebo jsou nestabilní. Komerčně dostupné jsou tak bis(trimethylsilyl)amidy téměř všech lanthanoidů.
| Sloučenina | Barva         | Teplota tání (°C) | Poznámka |
| ---------- | ------------- | ----------------- | -------- |
| La(hmds)3  | bílá          | 145-149           |          |
| Ce(hmds)3  | žlutohnědá    | 132-140           |          |
| Pr(hmds)3  | světle zelená | 155-158           |          |
| Nd(hmds)3  | světle modrá  | 161-164           |          |
| Sm(hmds)3  | světle žlutá  | 155-158           |          |
| Eu(hmds)3  | oranžová      | 159-162           |          |
| Gd(hmds)3  | bílá          | 160-163           |          |
| Dy(hmds)3  | světle zelená | 157–160           |          |
| Ho(hmds)3  | krémová       | 161-164           |          |
| Yb(hmds)3  | žlutá         | 162-165           |          |
| Lu(hmds)3  | bílá          | 167-170           |          |

Připraveno a popsáno bylo také několik bis(trimethylsilyl)amidů aktinoidů. K jejich získání se využívají adukty THF a odpovídajících jodidů, AnI3(THF)4.
| Sloučenina | Barva          | teplota tání (°C) | Poznámka                                  |
| ---------- | -------------- | ----------------- | ----------------------------------------- |
| U(hmds)3   | červenofialová | 137–140           | sublimuje při 80–100 °C (kolem 10−3 mmHg) |
| Np(hmds)3  | modročerná     |                   | sublimuje při 60 °C (kolem 10−4 torr)     |
| Pu(hmds)3  | žlutooranžová  |                   | sublimuje při 60 °C (kolem 10−4 torr)     |

## Bezpečnost
Bis(trimethylsilyl)amidy jsou silné zásady. Jedná se o žíraviny a nelze je bezpečně používat s mnohými chlorovanými rozpouštědly. Bouřlivě reagují s vodou a jsou citlivé na přítomnost vzduchu.